# Keiller
Keiller da Silva Nunes (Eldorado do Sul, 29 de octubre de 1996), más conocido como Keiller,  es un futbolista profesional brasileño que juega como portero en el Sport Club Internacional de Porto Alegre.

## Carrera
Keiller debutó en el equipo profesional del Sport Club Internacional en el partido de vuelta de la semifinal del Campeonato Gaúcho 2017, reemplazado al lesionado Marcelo Lomba, frente al Caxias. En la tanda de penales, Keiller detuvo dos penales, clasificando al Colorado para la final.
Keiller también disputó el primer partido de la final, ante el Esporte Clube Novo Hamburgo.

## Clubes
| Club                   | País   | Año       | Partidos | Goles |
| ---------------------- | ------ | --------- | -------- | ----- |
| Internacional          | Brasil | 2016-     | 10       | 0     |
| Chapecoense (cedido)   | Brasil | 2021-2022 | 30       | 0     |
| Vasco da Gama (cedido) | Brasil | 2024      | 0        | 0     |
| Ceará (cedido)         | Brasil | 2025-     | 1        | 0     |